# Johan Mastenbroek
Johannes Mastenbroek (ur. 5 lipca 1902, zm. 23 maja 1978) – holenderski trener piłkarski, selekcjoner reprezentacji Holenderskich Indii Wschodnich.
Najbardziej znaną pracą trenerską Johana Mastenbroeka jest prowadzenie reprezentacji Holenderskich Indii Wschodnich w 1938. Po wycofaniu się z eliminacji reprezentacji Japonii, Indie Holenderskie jako pierwsza drużyna z Azji i jedyna kolonia w historii awansowała do mistrzostw świata. Na mundialu we Francji Indie Holenderskie przegrały 0-6 spotkanie I rundy z Węgrami i odpadły z turnieju.